# 문경 김룡사 영산회상도
문경 김룡사 영산회상도(聞慶 金龍寺 靈山會上圖)는 대한민국 경상북도 문경시 산북면 김룡사 대웅전 삼세불좌상의 후불벽에 걸려 있는 영산회상도이다. 2018년 12월 20일 경상북도의 유형문화재 제524호로 지정되었다.

## 개요
1803년 김룡사에서는 대웅전, 극락전, 영산전 등 각 전각의 후불도가 세월이 흘러 색이 어두워지고 낡아 이를 새오이 조성하는 불사가 일어났다. 현재 전하는 불화는 대웅전의 영산회상도와 현왕도(현 직지성보박물관 소장)뿐이며, 그 가치를 인정받아 2018년 12월 20일 경상북도 유형문화재로 각각 지정되었다.
이 불화는 비단 바탕에 채색으로 그려진 작품으로, 크기는 높이 5.2m, 너미 4.3m이다. 화면은 주존을 중심으로 보살, 제자, 호법신 등이 외호(外護) 하는 후불도의 일반적인 형식을 따르고 있다. 즉 중앙에는 주존인 석가모니불이 크게 그려져 있고 주존을 중심으로 앞에는 4위의 보살이 일렬로 서있으며, 좌우로는 8위의 보살이 서 있다. 화면 상단에는 가섭존자와 아난존자를 비롯해 10대 제자, 그리고 범천과 제석천을 포함한 사자관을 쓴 건달파, 사자관을 쓴 야차와 4명의 금강이 있으며, 하단에는 비파, 검, 용과 여의주, 탑 등을 든 사천왕이 배치되어 있다.
영산회상도는 석가모니불이 설법하는 내용을 묘사한 후불탱화로 제작 당시부터 지금까지 김룡사 대웅전 삼세불좌상의 후불벽에 걸려 있다. 화기(畵記) 부분이 훼손되어 이를 통한 제작시기는 알 수 없지만, <김룡사사료수집(金龍寺史料蒐集)>에 수록된 기록에 의하면, 1648년에 제작한 불화가 낡아 1803년 새로 제작되었음을 알 수 있다. 제작에는 당시 경북 일원에서 화명을 떨친 사불산 화승 홍안(弘眼), 신겸(愼謙),을 중심으로 유심(유심), 수연(수연) 등 총 18일인 참여하였다. 1803년 조성된 김룡사 불화 가운데 규모면이나 화격에 있어 이들의 역량이 총동원된 작품이다.
영산회상도에 나타난 사불산화파의 특징을 살펴보면, 측면향을 한 보살의 얼굴형은 타원형에 눈 부분은 들어가고 이마와 볼을 튀어나오게 표현하였고, 채색은 홍색과 녹색을 선명하게 대비되도록 진채를 사용하였으며, 보살과 사천왕 등의 장신구와 지물은 돋음기법에 금을 칠하여 화려함을 더하였다. 특히 존상 구성에서 지장보살이 권속으로 표현된 점이 가장 주목된다. 지장보살은 아미타불회도에서 8대 보살로 등장하는 것이 일반적인 사례이지만 19세기 전반 사불산화승들은 지장보살을 주요 권속으로 표현하였다.
이처럼 김룡사 대웅전의 영산회상도는 조선후기 후불도 양식을 고수하는 한편 화면구성, 존상 구성 및 상호표현, 채색법 등에서 사불산화파반의 특징적인 도상과 화풍이 잘 반영된 불화로서 문화재적 가치가 높다.

## 지정 사유
이 불화는 문경 김룡사 대웅전 삼세불좌상의 후불벽에 걸려 있는 영산회상도이다. 비단 바탕에 채색으로 그려진 작품으로, 구도는 중앙의 석가좌상을 중심으로 보살, 제자, 호법신 등이 외호(外護)하는 일반적인 형식을 따르고 있다. 화기(畵記) 부분이 훼손되어 이를 통해 제작시기를 알 수는 없지만, 「金龍寺史料蒐集」에 수록된 기록을 통해 1803년에 제작되었음을 알 수 있다. 작품을 제작한 수화승 홍안(弘眼)과 신겸(愼謙), 유심(有心), 수연(守衍) 등은 18세기 후반에서 19세기 전반에 걸쳐 경북 북부에서 활동한 사불산파(四佛山派) 화사집단의 핵심 화사(畫師)이다.
사불산화파의 역작으로 예술적 가치가 뛰어날 뿐만 아니라 19세기 경상도 불화제작에 영향을 미친 중요한 작품이므로 유형문화재로 지정한다.

## 참고 문헌
- 문경 김룡사 영산회상도 - 국가유산청 국가유산포털